# Fungicultura

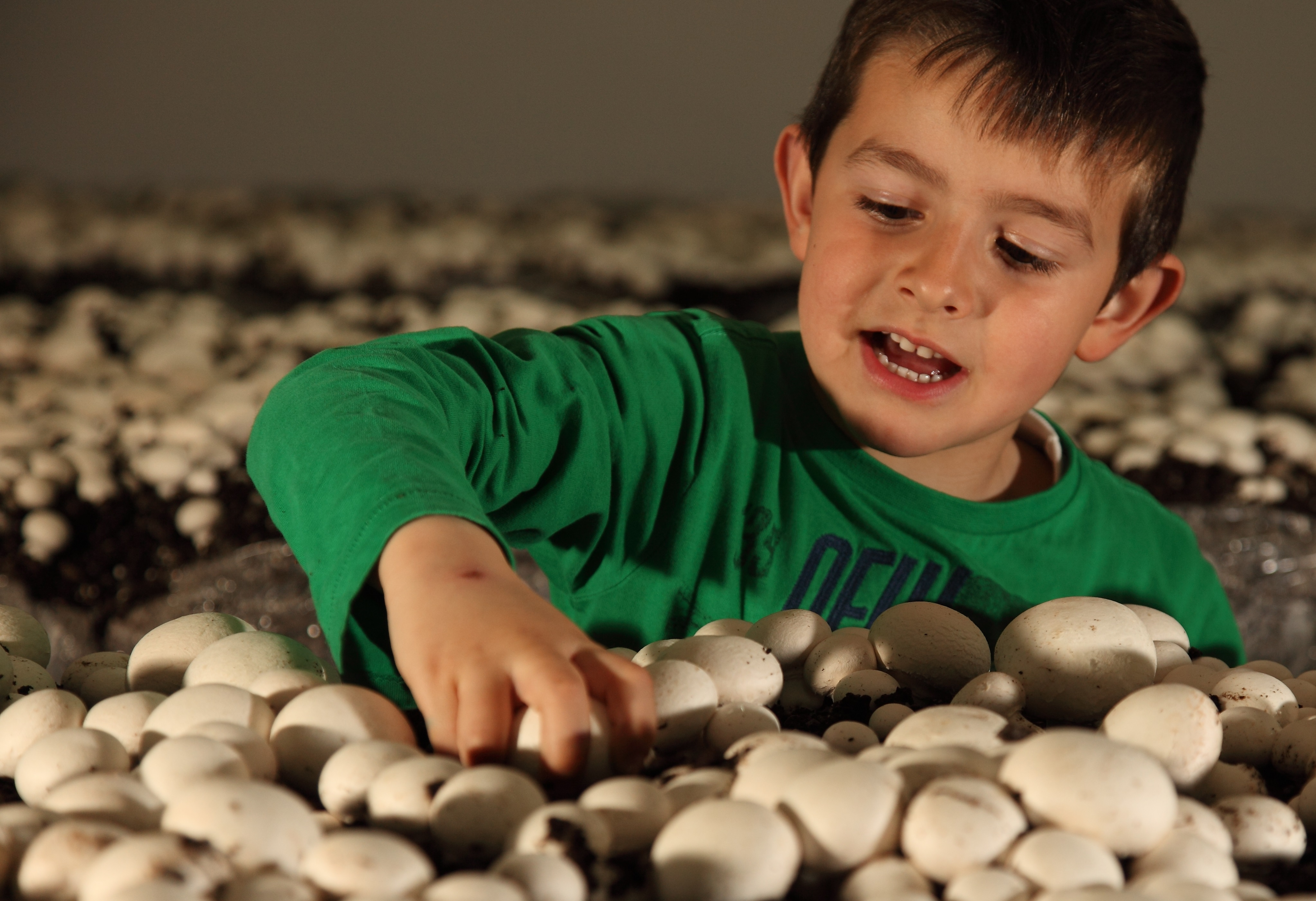
Cultivo de champiñón (Agaricus bisporus) en Pradejón (La Rioja).

La fungicultura, micocultura o cultivo de hongos es un arte, disciplina o actividad dedicada a cultivar setas y otros hongos en un medio controlado, a diferencia de la recolección de hongos, para producir alimentos, medicinas como la penicilina y otros productos. Los hongos también pueden ser útiles en procesos como la deslignificación de la madera.
La palabra fungicultura es usada habitualmente para referirse a la práctica del cultivo de hongos por parte de hormigas cortadoras, termitas, coleópteros de la ambrosía y caracoles de las marismas.

## Introducción
Los hongos se pueden confundir con plantas. Sin embargo, no son plantas, ya que no poseen clorofila para realizar la fotosíntesis y requieren diferentes condiciones para un crecimiento óptimo, ya que su metabolismo se parece más al de los animales al no producir compuestos complejos gracias a la luz. Las plantas se desarrollan gracias a la fotosíntesis, un proceso que convierte el dióxido de carbono atmosférico en carbohidratos, especialmente en celulosa. Mientras que la luz solar provee una fuente de energía para las plantas, los hongos obtienen toda su energía y materiales de crecimiento de su medio de desarrollo, a través de procesos de descomposición bioquímicos. De hecho muchos pueden ser cultivados en espacios subterráneos y oscuros como túneles o sótanos, siendo lugares muy adecuados, ya que mantienen una temperatura fresca y una humedad alta y estable. Pero esto no significa que la luz sea un requisito innecesario, ya que algunos hongos usan la luz como señal para fructificar. No obstante, todos los materiales necesarios para el crecimiento deben estar ya presentes en el medio en que este se va a producir. Los hongos se desarrollan bien con altos niveles de humedad, de alrededor de entre el 95 y el 100%, y con una humedad del substrato de entre 50 y 75%.
En lugar de con semillas, los hongos se reproducen sexualmente durante su crecimiento bajo tierra, y asexualmente a través de las esporas. Cualquiera de éstas se puede contaminar con los microorganismos aerotransportados, que interferirán con el crecimiento de la seta y prevendrán una cosecha sana.

## Sustrato
Además de proporcionar unas condiciones ambientales adecuadas se debe preparar un substrato adecuado para el hongo a cultivar. Es básico realizar una buena esterilización, para que ningún otro hongo o microbio compita con el hongo a cultivar.
La composición del sustrato puede ser muy variada: diversos estiércoles, paja, restos de madera (serrín, astillas, etc.). Después de ser agotado el sustrato puede tener otros usos desde compost o mejorante del suelo agricultura, hasta de alimento para rumiantes y lombrices. Muchos hongos son capaces de digerir la lignina (pocos seres vivos pueden hacerlo) y convertir nitrógeno no proteico en proteínas. De esta forma aunque pueda perder algo de valor energético la calidad como alimento tanto del sustrato como del fruto puede mejorar.
Es muy recomendable utilizar paja de trigo o cebada, misma que se hidrata, en agua potable, adicionando cloruro de sodio y carbonato de calcio, para regular el P.H. de la paja, para después de ser pasteurizada, se sembrara en bolsas de plástico, adicionando el micelio activado, para su cultivo y fructificación.

## Especies cultivadas
No todas las especies de hongos comestibles se aprestan para ser cultivadas a gran escala, muchas se consiguen solo en estado silvestre. Entre las especies que han alcanzado gran importancia económica por su cultivo se encuentran, entre otras, las siguientes:
- Champiñón (Agaricus bisporus)
- Cuitlacoche (Ustilago maydis)
- Enoki (Flammulina velutipes)
- Gírgola (Pleurotus ostreatus)
- Melena de León (Hericium erinaceus)
- Níscalo (Lactarius deliciosus)
- Pie azul (Lepista nuda)
- Reishi (Ganoderma lucidum)
- Seta de arroz (Volvariella volvacea)
- Seta de calabaza (Boletus edulis)
- Seta del olmo (Hypsizygus ulmarius)
- Shiitake (Lentinula edodes)